# Đền Ngọc Sơn
Đền Ngọc Sơn (Hán-Nôm: 殿玉山 | tiếng Trung: 玉山祠) là một ngôi đền thờ nằm trên đảo Ngọc của hồ Hoàn Kiếm ở Hà Nội, Việt Nam. Đây cũng là một di tích quốc gia đặc biệt của Việt Nam được xếp hạng đợt 4.

## Lịch sử và quá trình xây dựng
Đền hiện nay được xây dựng từ thế kỷ 19. Lúc đầu được gọi là chùa Ngọc Sơn, sau đổi gọi là đền Ngọc Sơn vì trong đền chỉ thờ thần Văn Xương Đế Quân là ngôi sao chủ việc văn chương khoa cử và thờ Trần Hưng Đạo, vị anh hùng có công đánh thắng quân Nguyên thế kỷ 13.
Khởi đầu, khi vua Lý Thái Tổ dời đô ra Thăng Long đặt tên ngôi đền đã có tại đây là Ngọc Tượng, đến đời nhà Trần đổi tên là Ngọc Sơn. Thời Trần, ngôi đền được dùng để thờ những người anh hùng liệt sĩ đã hy sinh trong kháng chiến chống Nguyên-Mông. Về sau lâu ngày đền ấy sụp đổ.

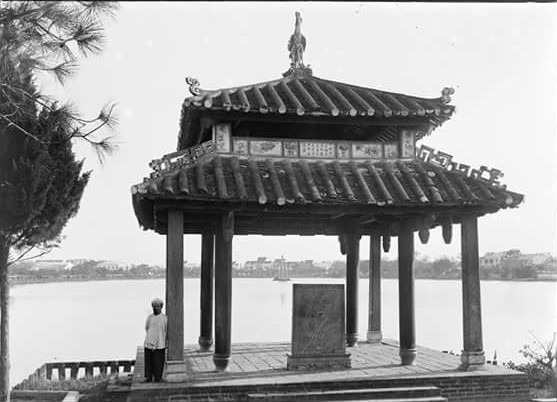
Đình Trấn Ba trong khuôn viên đền Ngọc Sơn.
Ảnh chụp năm 1896.

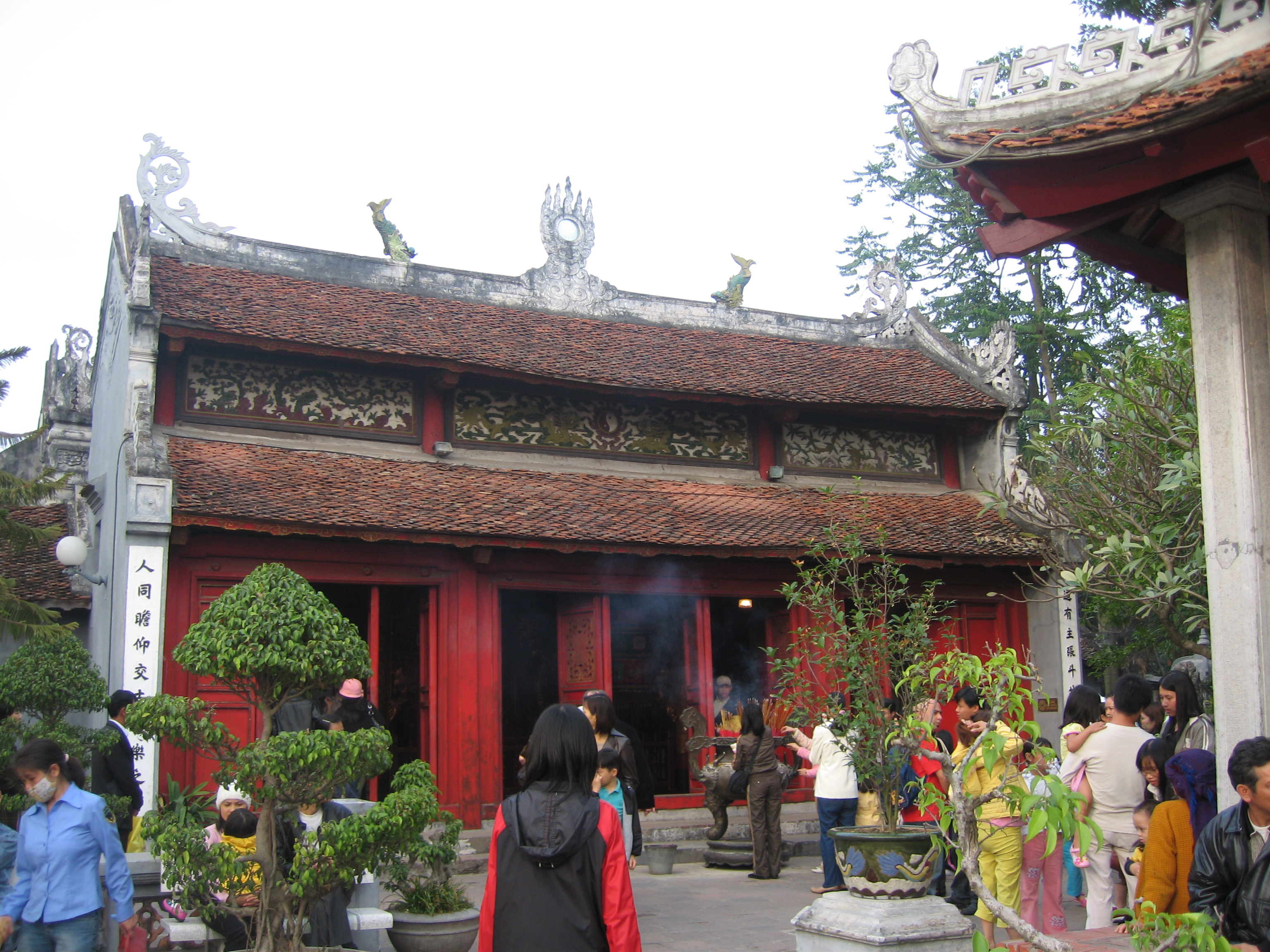
Tiền đường đền Ngọc Sơn

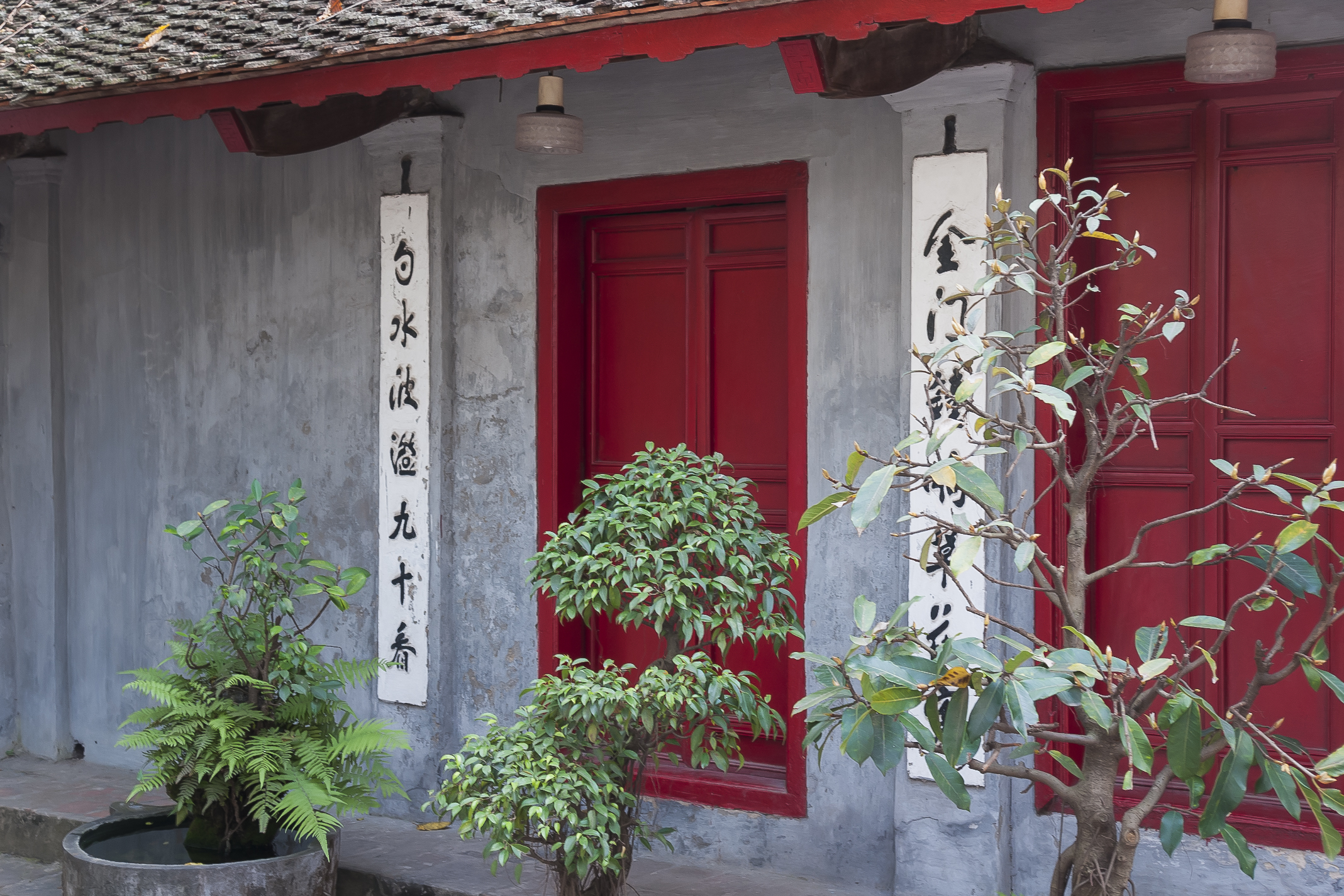
Cửa trong

Đến thời Vĩnh Hựu nhà Lê (1735 - 1739), chúa Trịnh Giang đã dựng cung Khánh Thuỵ và đắp hai quả núi đất ở trên bờ phía Đông đối diện với Ngọc Sơn gọi là núi Đào Tai và Ngọc Bội. Cuối đời nhà Lê, khi họ Trịnh bị đánh đổ, cung Khánh Thuỵ bị Lê Chiêu Thống cho người phá hủy một phần.
Ngày nay sau nhiều năm lịch sử diện tích Hồ Hoàn Kiếm bị đô thị hoá thu nhỏ lại gấp nhiều lần. Chỉ còn lại chứng tích cũ như Phố Cầu Gỗ khi xưa là có một cây Cầu Gỗ nằm trên con Phố Cầu Gỗ ngày nay để người dân đi lại.
Cung Khánh Thuỵ sau khi bị đổ nát một phần nhân dân trong Làng Tả Khánh lại cùng nhau dựng lên thờ tự lại trên nền đất lịch sử đó và có tên mới là Đền Khánh Thuỵ cho đến ngày nay sâu trong ngõ Hàng Hành thuộc phường Hàng Trống, quận Hoàn Kiếm. Trong Đền Khánh Thuỵ vẫn còn lưu giữ lại một bia đá có các thông tin kết nối với di tích Ngọc Sơn khi xưa trên nền đất cũ. 
Cung Khánh Thuỵ và đền Khánh Thuỵ ngày nay đều thuộc quần thể di tích Ngọc Sơn lịch sử do vậy mà vị trí Đền Khánh Thuỵ luôn quay cửa Cung về phía Đền Ngọc Sơn còn lưng thì quay ra phố Hàng Hành nên nhiều người đã không được biết đến và chưa có phương án bảo tồn cùng quần thể Ngọc Sơn.
Một nhà từ thiện tên là Tín Trai, nhân một phần nền cung cũ đã lập ra một ngôi chùa gọi là chùa Ngọc Sơn. Bài ký "Đền Ngọc Sơn đế quân" được soạn năm 1843 vào lúc nhân dịp sửa đền Quan đế thành chùa Ngọc Sơn có viết: "...Hồ Tả Vọng tên cũ gọi hồ Hoàn Kiếm là một danh thắng đất Kinh kỳ xưa. Phía bắc mặt hồ, một gò đất nổi lên rộng khoảng ba bốn sào, tương truyền là chỗ đài câu cá thời cuối Lê. Trước đây, ông Tín Trai làng Nhị Khê nhân có đền Quan Đế tại đấy bèn mở rộng sửa sang thêm gọi là chùa Ngọc Sơn...".
Ít năm sau chùa lại nhường cho một hội từ thiện đổi làm đền thờ Tam Thánh. Hội này đã bỏ gác chuông, xây lại các gian điện chính, các dãy phòng hai bên, đặt tượng Văn Xương đế quân vào thờ và đổi tên là đền Ngọc Sơn. Theo bài ký "Sửa lại miếu Văn Xương", thì "...Hiện nay đền thờ mới đã hoàn thành, phía trước kề bờ nước, làm đình Trấn Ba, ngụ ý là cột trụ đứng vững giữa làn sóng văn hóa. Bên tả, phía đông cầu Thê Húc, dựng Đài Nghiên. Lại về phía đông trên núi Độc Tôn, xây Tháp Bút, tượng trưng cho nền văn vật..."
Năm Tự Đức thứ mười tám (1865), nhà nho Nguyễn Văn Siêu đứng ra tu sửa lại đền. Đền mới sửa đắp thêm đất và xây kè đá xung quanh, xây đình Trấn Ba, bắc một cầu từ bờ Đông đi vào gọi là cầu Thê Húc.

## Công trình xung quanh

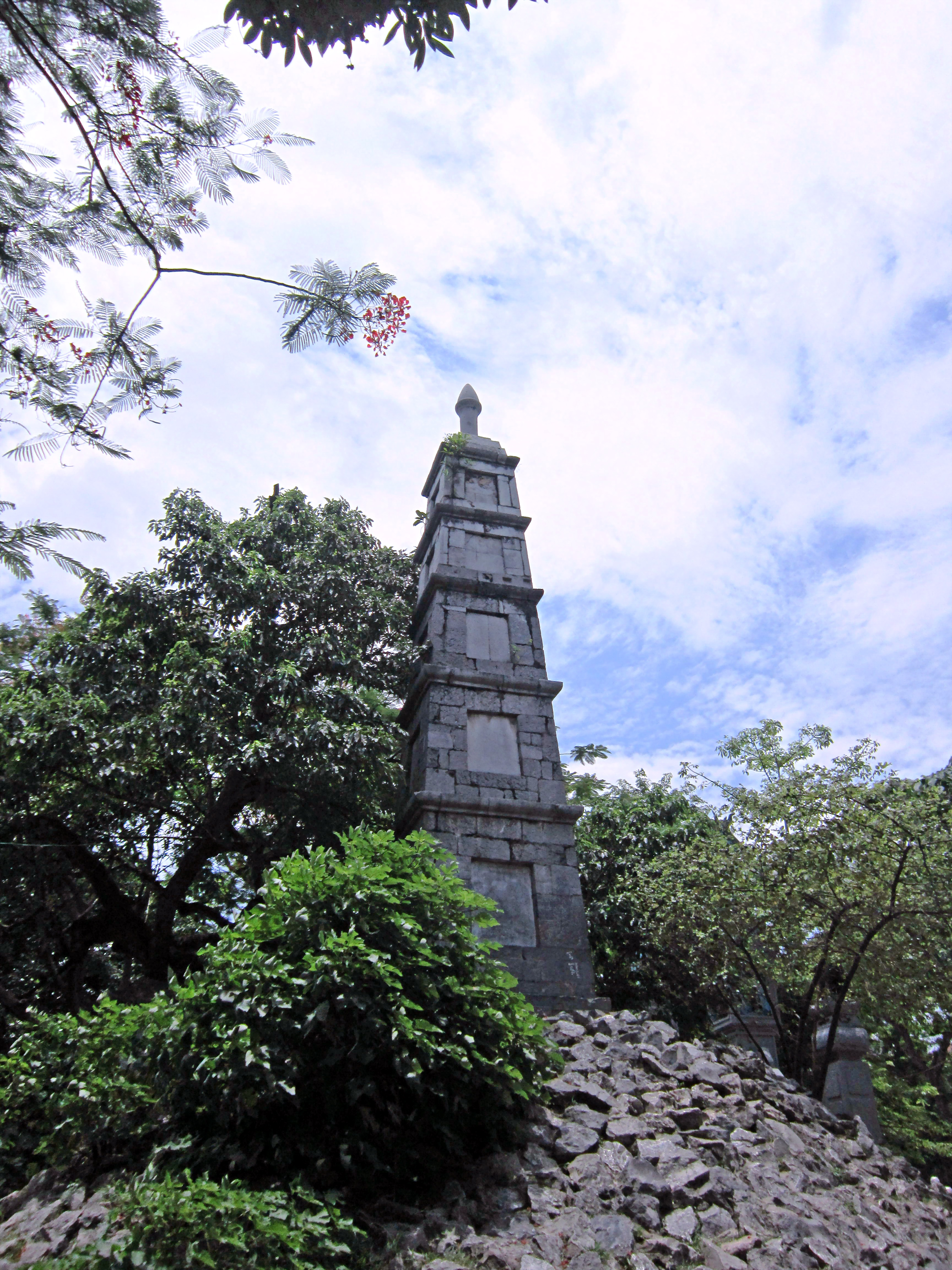
Tháp Bút ở đầu cầu Thê Húc phía ngoài

### Tháp Bút
Trên núi Ngọc Bội (núi Độc Tôn cũ), nhà nho Nguyễn Văn Siêu cho xây một tháp đá, đỉnh tháp hình ngọn bút lông dựng ngược, thân tháp có khắc ba chữ "Tả Thanh Thiên" (viết lên trời xanh), ngày nay người ta thường gọi đó là Tháp Bút.

### Đài Nghiên
Tiếp đến là một cửa cuốn gọi là Đài Nghiên, trên có đặt một cái nghiên mực bằng đá hình nửa quả đào bổ đôi theo chiều dọc, có hình ba con ếch đội. Trên nghiên có khắc một bài minh nói về công dụng của cái nghiên mực xét về phương diện triết học. Người đời sau ca ngợi là: "Nhất đài Phương Đình bút". Từ cổng ngoài đi vào có hai bức tường hai bên, một bên là bảng rồng, một bên là bảng hổ, tượng trưng cho hai bảng cao quý nêu tên những người thi đỗ, khiến cho các sĩ tử đi qua càng gắng công học hành. Hai bên có hai câu đối:
Bát đảo, mặc ngân hồ thủy mãn
Kình thiên, bút thế thạch phong cao.
Nghĩa là:
Tràn quanh đảo ngấn mực đầy hồ
Chạm bầu trời, thế bút ngất núi

### Cầu Thê Húc

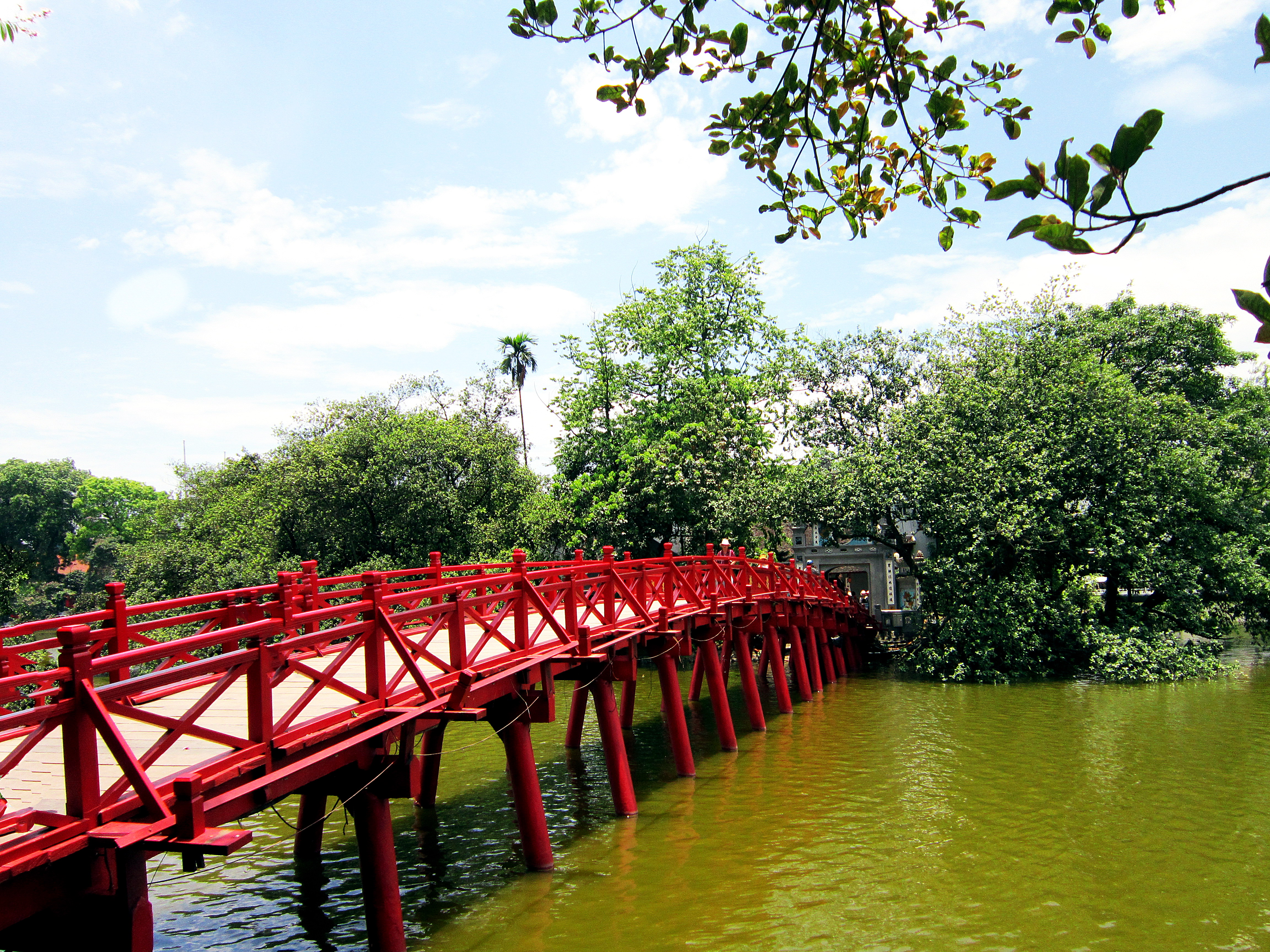
Cầu Thê Húc

Tên cầu Thê Húc nghĩa là giữ lại ánh sáng đẹp của mặt trời. Cầu Thê Húc dẫn đến cổng đền Ngọc Sơn.
Vào thời kháng chiến chống Pháp, cầu Thê Húc cũ đã sụp đổ do thời gian. Cầu Thê Húc hiện nay được xây dựng bởi cụ Trương Văn Đa (tức Phạm Ngọc Lan), một nhà nho, đồng thời là một kiến trúc sư dưới thời Pháp thuộc.

### Đắc Nguyệt Lâu
Cổng đền có tên là Đắc Nguyệt Lâu (lầu được trăng). Cổng nằm chếch dưới bóng cây đa cổ thụ, ở giữa một vùng cây cối um tùm, trông như từ dưới nước nhô lên.

### Đền thờ

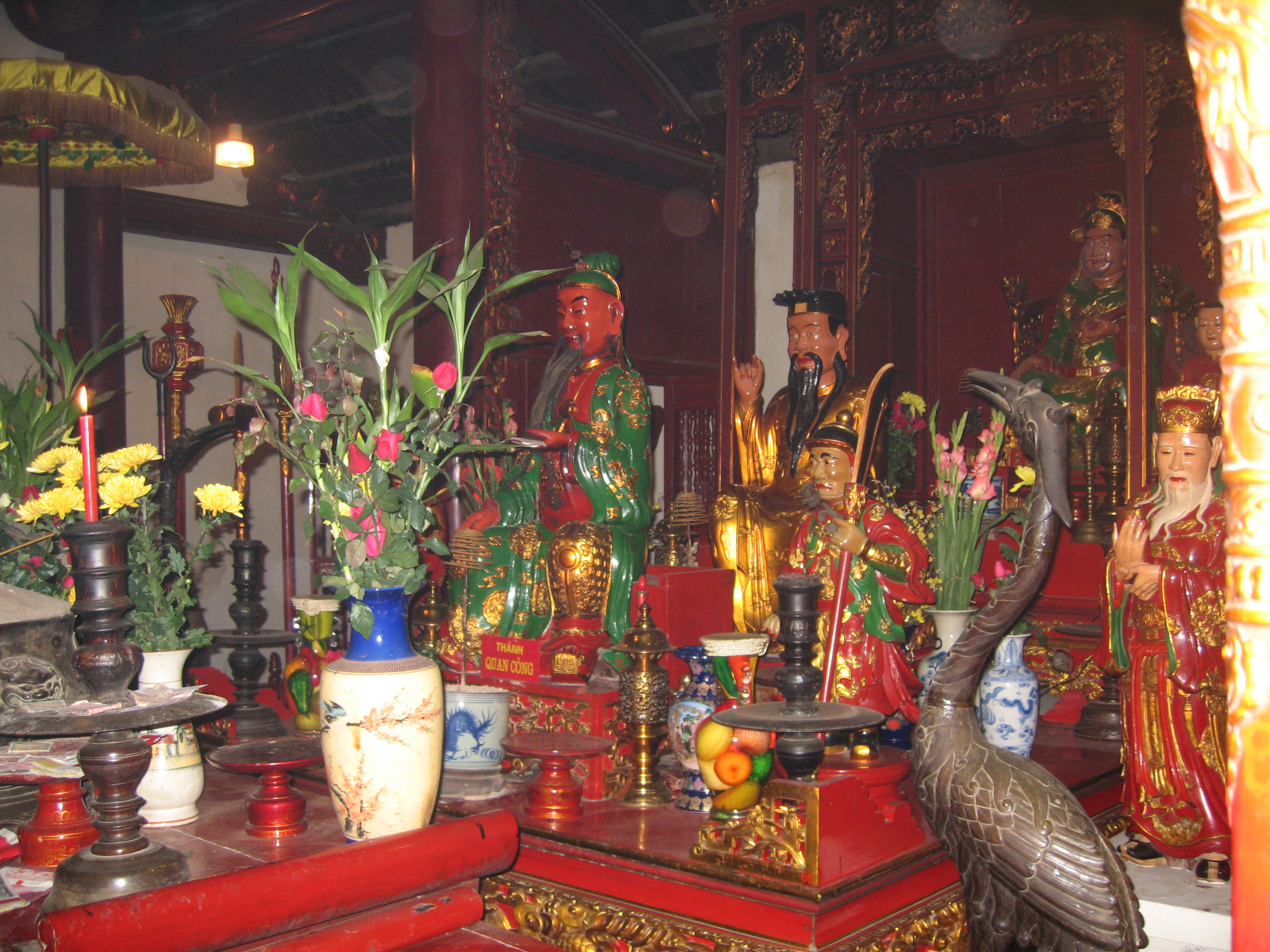
Tượng thờ trong đền Ngọc Sơn

Đền chính gồm hai ngôi nối liền nhau, ngôi đền thứ nhất về phía Bắc thờ Trần Hưng Đạo và Văn Xương. Tượng đặt ở hậu cung trên bệ đá cao khoảng 1 m, hai bên có hai cầu thang bằng đá. Tượng Văn Xương đứng, tay cầm bút.
Ở gian phía sau đền thờ còn trưng bày xác ướp một chú rùa Hồ Gươm.

### Trấn Ba Đình
Phía Nam có đình Trấn Ba (đình chắn sóng - ngụ ý là cột trụ đứng vững giữa làn sóng không lành mạnh trong nền văn hoá đương thời). Đình hình vuông có tám mái, mái hai tầng có 8 cột chống đỡ, bốn cột ngoài bằng đá, bốn cột trong bằng gỗ. Cột trong đình có đôi câu đối:
Kiếm hữu dư linh quang nhược thủy
Văn tòng đại khối thọ như sơn
Chữ Hán:
劍 有 餘 靈 光 若 水
文 從 大 塊 壽 如 山
Nghĩa là:
Kiếm sót khí thiêng ngời tựa nước
Văn cùng trời đất thọ như non.
Các nhân vật được thờ trong đền ngoài Văn Xương Đế Quân, Lã Động Tân, Quan Vân Trường, Hưng Đạo Vương, còn thờ cả Phật A-di-đà. Điều này thể hiện quan niệm Tam giáo đồng nguyên của người Việt.
Tuy là một ngôi đền kiến trúc mới, song đền Ngọc Sơn là một điển hình về không gian và tạo tác kiến trúc. Sự kết hợp giữa đền và hồ đã tạo thành một tổng thể kiến trúc Thiên - Nhân hợp nhất, tạo vẻ đẹp cổ kính, hài hoà, đăng đối cho đền và hồ, gợi nên những cảm giác chan hoà giữa con người và thiên nhiên.

## Ảnh

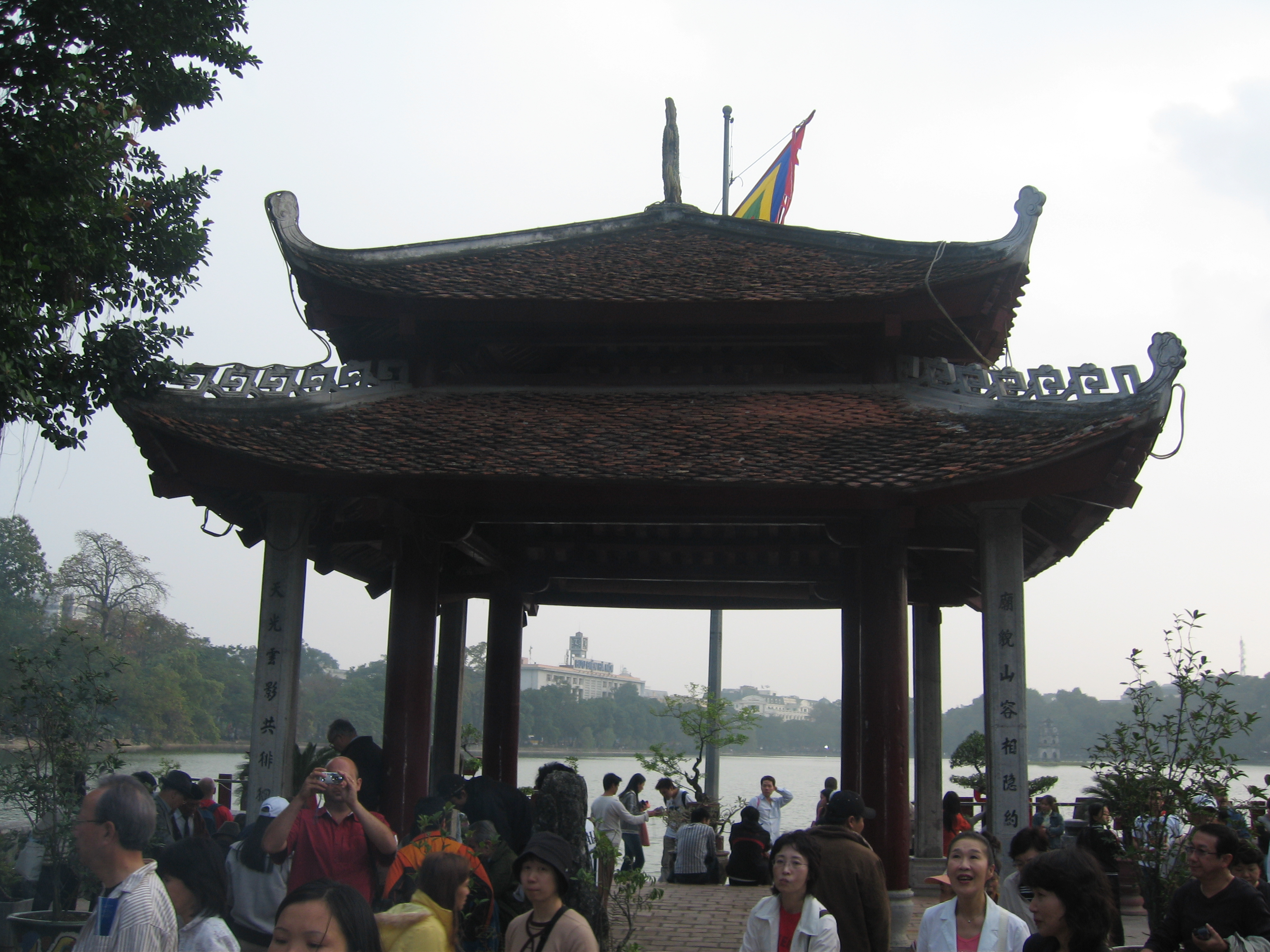
Đình Trấn Ba trong khuôn viên đền Ngọc Sơn.
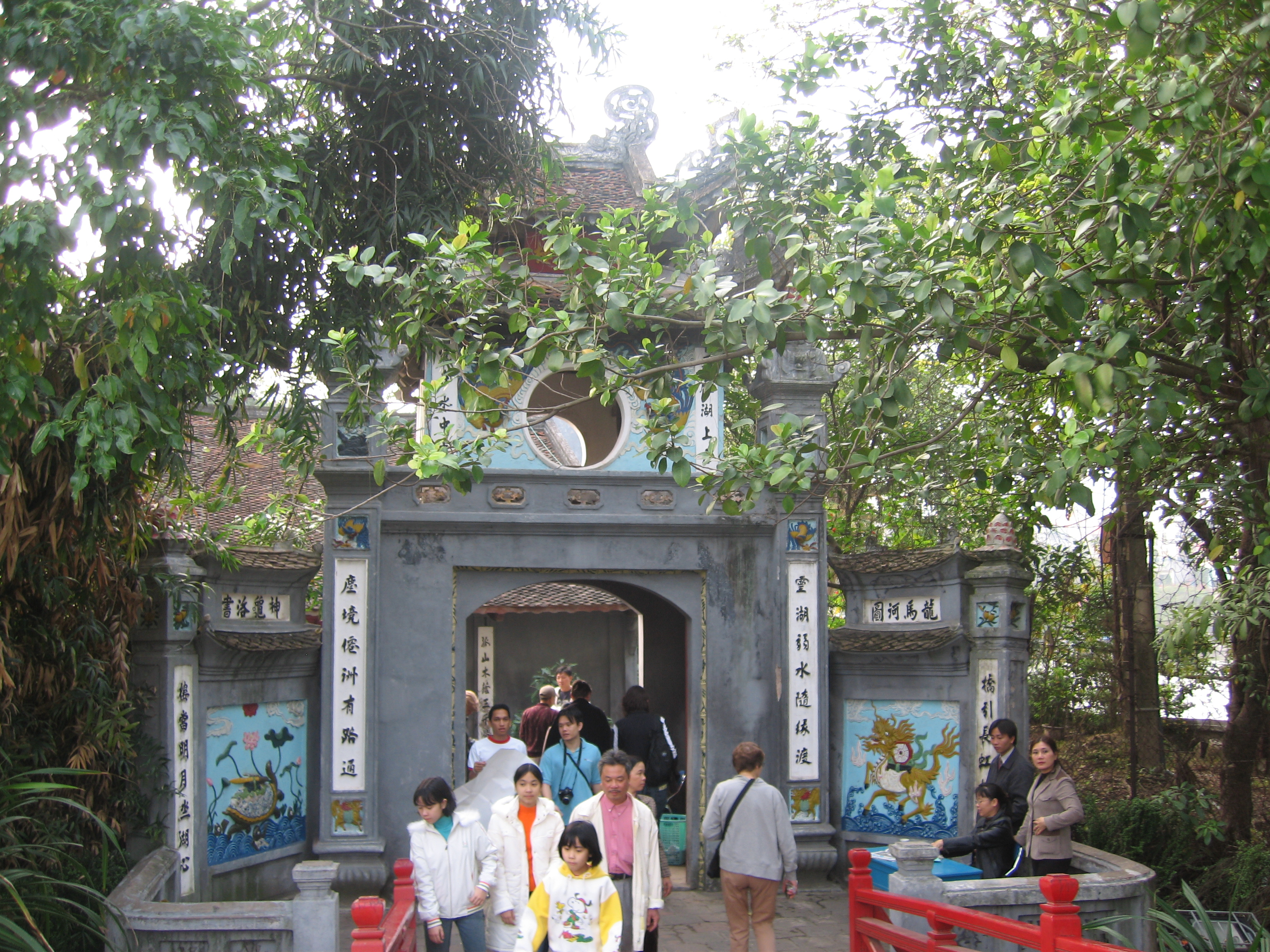
Đông đảo người đi lễ đền Ngọc Sơn.
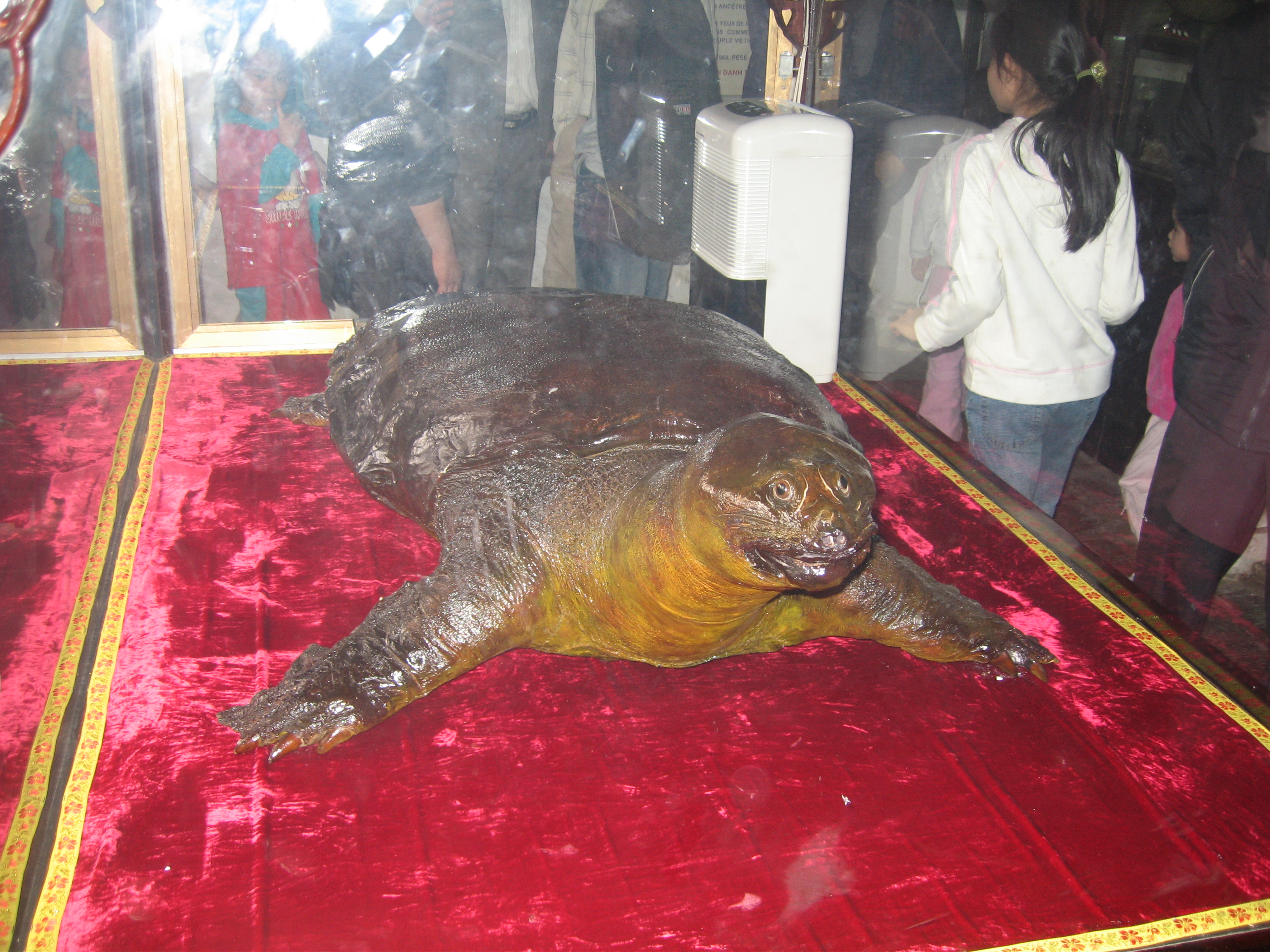
Xác ướp Rùa Hồ Gươm trong tủ kính đền Ngọc Sơn.